# Eriobotrya bengalensis
Eriobotrya bengalensis är en rosväxtart som först beskrevs av William Roxburgh, och fick sitt nu gällande namn av Joseph Dalton Hooker. Eriobotrya bengalensis ingår i släktet eriobotryor, och familjen rosväxter. Utöver nominatformen finns också underarten E. b. angustifolia.